# Trabanta rufisquamata
Trabanta rufisquamata är en fjärilsart som beskrevs av George Francis Hampson 1910. Trabanta rufisquamata ingår i släktet Trabanta och familjen tandspinnare. Inga underarter finns listade i Catalogue of Life.